# Episyrphus canaqueus
Episyrphus canaqueus är en tvåvingeart som först beskrevs av Jacques-Marie-Frangile Bigot 1884.  Episyrphus canaqueus ingår i släktet flyttblomflugor, och familjen blomflugor.
Artens utbredningsområde är Nya Kaledonien. Inga underarter finns listade i Catalogue of Life.